# قسم غرمخان الريفي (مقاطعة بجنورد)
قسم غرمخان الريفي (بالفارسية: دهستان گرمخان) هي منطقة ريفية تقع في إيران في Garmkhan District. يقدر عدد سكانها بـ 28,259 نسمة .